# Христакиев, Георгий
Георгий Христакиев (болг. Георги Христакиев; 28 июня 1944, Стара-Загора — 4 апреля 2016) — болгарский футболист, выступавший на позиции защитника.
В 1968 году в составе сборной Болгарии завоевал серебряную медаль летних Олимпийских игр в Мехико. На клубном уровне Христакиев более всего известен по выступлениям за софийский «Локомотив», с которым выигрывал «серебро» (1964/65) и «бронзу» (1967/68) национального чемпионата, сыграв за 10 лет в составе «железнодорожников» 206 матчей. Заслуженный мастер спорта Болгарии (1968).
За свои темперамент, ревность, самоотверженность и бескомпромиссность в игре получил прозвище «Хери Смерть» (болг. Хери Смъртта), вне поля был весельчаком и хорошим певцом, любил исполнять македонские песни.